# TEDOM
TEDOM a.s е чешка инженерингова компания, създадена от инж. Йозеф Желечек в Требѝч през 1991. TEDOM е съкращение на чешките думи TEplo DOMova. Основният предмет на дейност на фирмата е разработването и производството на блокове за комбинирано производство на топлинна и електрическа енергия с газови двигатели. Освен поделенията за комбинирано производство на топлоенергия, продуктовото портфолио на компанията включва и газови термопомпи и горивни двигатели, проектирани от TEDOM. Компанията произвежда също автомобили и автобуси.

## Фотогалерия
- Автобус TEDOM Kronos 123 G в Бърно
- Камион TEDOM FOX
- Автобус TEDOM C12G в София